# Bartłomiej Moszoro
Bartłomiej Stanisław Moszoro (Bartolomé Estanislao Moszoro) (ur. 1950 w Rosario) – Polak urodzony w Argentynie w rodzinie inteligenckiej polskich emigrantów. przedsiębiorca, harcerz i działacz społeczny. Konsul honorowy RP w Rosario.

## Życiorys
Bartłomiej Moszoro pochodzi z rodziny ormiańskiej. Jego matka Ludmiła Dąbrowska (1917–2012) uniknęła aresztowania przez NKWD we Lwowie w 1939, uciekła do Krakowa. Krótko później została aresztowana, w listopadzie 1942 trafiła do obozu koncentracyjnego w Auschwitz. Po wojnie wyemigrowała do Londynu, gdzie poznała męża, polskiego emigranta Kazimierza Moszoro (1911–1998). Przed wojną rodzice byli działaczami akademickimi we Lwowie. Osiedlili się w Rosario, gdzie mieli czwórkę dzieci. Bartłomiej Moszoro należał w Rosario do harcerstwa polskiego oraz pełnił różne funkcje w ZHP (Okręg Argentyna). 
Jest absolwentem Wydziału Nauk Ekonomicznych Uniwersytetu Państwowego Rosario. Od 1976 pracował na stanowiskach menedżerskich, najpierw branży produkcji kawy i herbat, a od 1989 do 2013 w przemyśle odczynników chemicznych.

## Działalność społeczna
Bartłomiej Moszoro brał czynny udział w Związku Polaków w Argentynie i w polskich stowarzyszeniach w Rosario („F. Chopin” i „Dom Polski”).  Pisywał do tygodnika „Głos Polski” w Buenos Aires. Od 1 grudnia 1997 konsul honorowy RP z siedzibą w Rosario oraz członek Prezydium Korpusu Konsularnego w Rosario. 
W ramach działalności w środowisku lokalnym był jednym z inicjatorów i założycieli „Universidad Austral”  należąc do „grupy promotorskiej” od 1989 do 1997 r.

## Odznaczenia
W 2022 otrzymał od Prezydenta RP Andrzeja Dudy Krzyż Oficerski Orderu Zasługi Rzeczypospolitej Polskiej za wybitne zasługi w rozwijaniu polsko-argentyńskiej współpracy, za działalność na rzecz środowiska polonijnego. W 2024 od Instytutu Pamięci Narodowej otrzymał nagrodę „Ambasador Polskiej Historii”.

## Życie prywatne
Bartłomiej Moszoro jest żonaty i ma pięcioro dzieci. Jego bratem jest Stefan Moszoro-Dąbrowski.